# Саранчов, Евграф Семёнович
Евграф Семёнович Саранчов (иногда Саранчёв; 10 (22) декабря 1850 — после 1917) — инженер-генерал Российской императорской армии, начальник Николаевской инженерной академии и училища. Участник Хивинского похода 1873 года, Русско-турецкой 1877—1878 годов и Первой мировой войн. Младший брат генерал-лейтенанта Владимира Семёновича Саранчёва (1841 — не ранее 1916).

## Биография
Родился 10 декабря 1850 года, из потомственных дворян Полтавской губернии. По вероисповеданию — православный. В 1867 году окончил Петровскую Полтавскую военную гимназию.
27 октября 1867 года вступил на службу в Российскую императорскую армию. В 1870 году окончил Николаевское инженерное училище, 21 июля 1870 года из фельдфебелей произведён в подпоручики с назначением в 3-й резервный сапёрный батальон (с 1876 года — 7-й сапёрный батальон). В 1872 году поступил в Николаевскую инженерную академию. В том же году приказом товарища генерал-инспектора по инженерной части Тотлебена откомандирован в распоряжение командующего войсками Оренбургского военного округа для участия в подготавливаемой Хивинской экспедиции. 
Участвовал во всех боевых действиях Оренбургского отряда генерала Верёвкина против хивинцев. Во время рекогносцировки на Хиву 28 мая 1873 года ранен пулей в правую руку. За боевые отличия во время Хивинского похода награждён орденами Святого Станислава 3-й степени с мечами и бантом и Святой Анны 3-й степени с мечами и бантом. После окончания похода вернулся в академию. Произведён в поручики со старшинством с 20 июля 1875 года, в штабс-капитаны — с 1 декабря 1875 года. В 1876 году окончил академию по 1-му разряду и, отказавшись от производства в военные инженеры, вернулся в 7-й сапёрный батальон, где был назначен командиром 3-й роты.
Во главе 3-й роты принял участие в Русско-турецкой войне 1877—1878 годов. В начале кампании 1877 года устраивал осадные и полевые батареи в устье реки Ольты для осады крепости Никополь. Обеспечивал переправу русских войск через Дунай у Зимницы 14—15 июля и у Батина. В середине ноября командирован с ротой в распоряжение начальника штаба 12-го армейского корпуса для укрепления позиций, занятых войсками корпуса. 30 ноября принял участие в сражении у Мечки и Трестеника. 8 февраля 1878 года вступил с ротой в крепость Рущук для проведения разминирования заложенных турками фугасов. За боевые отличия произведён в капитаны со старшинством с 7 ноября 1877 года и награждён орденами Святого Владимира 4-й степени с мечами и бантом и Святого Станислава 2-й степени с мечами.
После окончания войны остался в Болгарии в распоряжении Императорского Российского комиссара князя Дондукова-Корсакова. В 1878 году назначен заведующим сапёрной и военно-инженерной частями Болгарского земского войска, с июля 1879 года — сапёрной и военно-инженерной частями Болгарской армии. Состоял в этой должности до 15 апреля 1882 года, после чего вернулся в Россию. С 5 ноября 1879 года по 16 июля 1882 года официально числился в болгарской службе, с увольнением из Русской армии.
24 июля 1882 года назначен на должность начальника штаба Кавказской сапёрной бригады с переводом в военные инженеры. 30 августа 1882 года произведён в подполковники, 30 августа 1885 года «за отличия по службе» — в полковники. 17 августа 1888 года назначен командиром 10-го сапёрного батальона, 29 сентября 1892 года — командиром 1-го Кавказского сапёрного батальона. 22 ноября 1893 года назначен командующим 1-й сапёрной бригадой с зачислением по инженерным войскам. 14 ноября 1894 года «за отличия по службе» произведён в генерал-майоры (в дальнейшем старшинство установлено с 6 декабря 1895 года), с утверждением в должности начальника 1-й сапёрной бригады.
4 августа 1899 года назначен начальником Николаевской инженерной академии и училища. 6 декабря 1902 года «за отличия по службе» получил чин генерал-лейтенанта. 24 декабря 1905 года назначен начальником 23-й пехотной дивизии. 6 января 1906 года зачислен в списки батальона Николаевского инженерного училища, а 28 марта того же года пожалован в почётные члены конференции Николаевской инженерной академии. 6 октября 1906 года назначен командиром 19-го армейского корпуса. 6 декабря 1908 года произведён в инженер-генералы. 
9 мая 1914 года уволен от службы по семейным обстоятельствам. После начала Первой мировой войны вернулся на службу с зачислением в Государственное ополчение. 11 октября 1914 года назначен  командиром 3-го ополченского корпуса, во главе которого состоял до конца 1917 года. 18 декабря 1915 года «за отлично-ревностную службу и особые труды, вызванные обстоятельствами текущей войны» пожалован орденом Святого Александра Невского. 5 декабря 1917 года уволен от службы.
Состоял сотрудником журналов «Военный сборник» и «Инженерный журнал», в которых неоднократно публиковал статьи по вопросам инженерно-сапёрного дела. Также в «Инженерном журнале» им были опубликованы записки об участии в Хивинском походе, позже выпущенные также отдельным изданием.
Был женат, имел двоих детей.

## Награды
Удостоен российских наград:
- Орден Святого Станислава 3-й степени с мечами и бантом (1873);
- Орден Святой Анны 3-й степени с мечами и бантом (1874);
- Орден Святого Станислава 2-й степени с мечами (1877);
- Орден Святого Владимира 4-й степени с мечами и бантом (1879);
- Орден Святой Анны 2-й степени (1881);
- Орден Святого Владимира 3-й степени (1888);
- Орден Святого Станислава 1-й степени (6 декабря 1897);
- Орден Святой Анны 1-й степени (6 декабря 1904);
- Орден Святого Владимира 2-й степени (20 сентября 1906);
- Орден Белого орла (6 декабря 1911);
- Знак отличия беспорочной службы за XL лет (1914);
- Высочайшая благодарность «за отлично ревностную служебную деятельность» (9 мая 1914)[9];
- Орден Святого Александра Невского (18 декабря 1915, с 1 января 1915).

Также пожалован иностранными наградами:
- Орден «За военные заслуги» 1-й степени (Болгария);
- Орден Почётного легиона, командорский крест (Франция, 1903);
- Орден Святых Маврикия и Лазаря, большой офицерский крест (Италия, 1903).